# Beney-en-Woëvre
Beney-en-Woëvre är en kommun i departementet Meuse i regionen Grand Est (tidigare regionen Lorraine) i nordöstra Frankrike. Kommunen ligger i kantonen Vigneulles-lès-Hattonchâtel som tillhör arrondissementet Commercy. År 2022 hade Beney-en-Woëvre 136 invånare.

## Befolkningsutveckling
Antalet invånare i kommunen Beney-en-Woëvre
| Referens: INSEE |